# Chitonaster johannae
Chitonaster johannae is een zeester uit de familie Goniasteridae.
De wetenschappelijke naam van de soort werd in 1908 gepubliceerd door René Koehler.